# Élections constituantes portugaises de 1975
Les élections constituantes portugaises de 1975 (en portugais : Eleições legislativas portuguesas de 1975) se sont tenues le 25 avril 1975 afin d'élire les 250 députés de l'Assemblée constituante pour un mandat d'un an.
Le scrutin est remporté à la majorité relative par le Parti socialiste (PS).

## Contexte
Les précédentes élections législatives se sont tenues le 28 octobre 1973, sous le régime autoritaire de l'État nouveau. L'Action nationale populaire (ANP), parti unique du président du conseil Marcelo Caetano avait remporté les 150 députés de l'Assemblée nationale, avec un taux de participation de 66,5 % des inscrits.
Le 25 avril 1974, la « révolution des Œillets », initiée par les capitaines du Mouvement des Forces armées (MFA), met fin au pouvoir autoritaire instauré en 1932 par António de Oliveira Salazar. Une « Junte de salut national » (JSN), présidée par le général António de Spínola, prend alors les fonctions de chef de l'État et du gouvernement.
Les partis politiques étant de nouveau légaux, le secrétaire général du Parti socialiste (PS) Mário Soares et le secrétaire général du Parti communiste portugais (PCP) Álvaro Cunhal font leur retour au Portugal moins d'une semaine plus tard. En outre, les anciens de l'« aile libérale » de l'ANP, favorable à une démocratisation de l'État nouveau avant sa chute, se réunissent pour former le Parti populaire démocratique (PPD) qui se réclame de la social-démocratie.
Au bout de trois semaines Spínola est investi président de la République et nomme Adelino da Palma Carlos Premier ministre à la tête d'un gouvernement provisoire où siègent civils et militaires, indépendants, socialistes, sociaux-démocrates et communistes.
Dès le 18 juillet, Vasco Gonçalves, militaire présenté comme proche du Parti communiste, remplace Palma Carlos à la direction du gouvernement. Le lendemain apparaît le premier parti qui ne se réclame pas de la gauche ou du centre gauche, le Parti du centre démocratique et social (CDS), qui dit se rattacher à la démocratie chrétienne et au libéralisme.
À peine deux mois et demi plus tard, après avoir échoué à mener une contre-révolution, le président de Spínola démissionne et se trouve remplacé par le général Francisco da Costa Gomes, alors « numéro deux » de la JSN.

## Mode de scrutin
Le mode de scrutin retenu, fixé par la loi électorale du 15 novembre 1974, prévoit l'élection des députés au scrutin proportionnel suivant la méthode d'Hondt, connue pour avantager les partis arrivés en tête.
La loi fixe le nombre d'un député pour 25 000 habitants et un de plus par fraction de 12 500. Les députés sont élus dans vingt-trois circonscriptions électorales, à savoir les dix-huit districts métropolitains, les Açores, Madère, le Mozambique, Macao, et le reste du monde.
En application de ces dispositions, 250 sièges sont à pourvoir.

## Principaux partis et chefs de file
| Parti | Parti                                                                       | Idéologie                                 | Chef de file                                  |
| ----- | --------------------------------------------------------------------------- | ----------------------------------------- | --------------------------------------------- |
|       | Parti socialiste Partido Socialista                                         | Centre gauche Socialisme démocratique     | Mário Soares Ministre des Affaires étrangères |
|       | Parti populaire démocratique Partido Popular Democrático                    | Centre gauche Social-démocratie           | Francisco Sá Carneiro                         |
|       | Parti communiste portugais Partido Comunista Português                      | Gauche Communisme, anticapitalisme        | Álvaro Cunhal Ministre sans portefeuille      |
|       | Parti du centre démocratique et social Partido do Centro Democrático Social | Centre Démocratie chrétienne, libéralisme | Diogo Freitas do Amaral                       |

## Résultats

### Scores
|                        |                                                             |           |       |        |  |  |  |  |  |  |  |  |  |  |
| Partis                 | Partis                                                      | Voix      | %     | Sièges |  |  |  |  |  |  |  |  |  |  |
|                        | Parti socialiste (PS)                                       | 2 162 972 | 40,96 | 116    |  |  |  |  |  |  |  |  |  |  |
|                        | Parti populaire démocratique (PPD)                          | 1 507 282 | 28,36 | 81     |  |  |  |  |  |  |  |  |  |  |
|                        | Parti communiste portugais (PCP)                            | 711 935   | 13,39 | 30     |  |  |  |  |  |  |  |  |  |  |
|                        | Parti du centre démocratique et social (CDS)                | 434 879   | 8,18  | 16     |  |  |  |  |  |  |  |  |  |  |
|                        | Mouvement démocratique portugais (MDP)                      | 236 318   | 4,45  | 5      |  |  |  |  |  |  |  |  |  |  |
|                        | Front socialiste populaire (FSP)                            | 66 307    | 1,25  | 0      |  |  |  |  |  |  |  |  |  |  |
|                        | Mouvement de la gauche socialiste (MES)                     | 58 248    | 1,10  | 0      |  |  |  |  |  |  |  |  |  |  |
|                        | Union démocratique populaire (UDP)                          | 44 877    | 0,84  | 1      |  |  |  |  |  |  |  |  |  |  |
|                        | Front électoral communiste (Marxiste-léniniste) (FEC (m-l)) | 33 185    | 0,62  | 0      |  |  |  |  |  |  |  |  |  |  |
|                        | Parti populaire monarchiste (PPM)                           | 32 526    | 0,61  | 0      |  |  |  |  |  |  |  |  |  |  |
|                        | Parti d'unité populaire (PUP)                               | 13 138    | 0,25  | 0      |  |  |  |  |  |  |  |  |  |  |
|                        | Ligue communiste internationaliste (LCI)                    | 10 835    | 0,20  | 0      |  |  |  |  |  |  |  |  |  |  |
|                        | Association pour la Défense des intérêts de Macao (ADIM)    | 1 622     | 0,03  | 1      |  |  |  |  |  |  |  |  |  |  |
|                        | Centre démocratique de Macao (CDM)                          | 1 030     | 0,02  | 0      |  |  |  |  |  |  |  |  |  |  |
|                        |                                                             |           |       |        |  |  |  |  |  |  |  |  |  |  |
| Suffrages exprimés     | Suffrages exprimés                                          | 5 315 064 | 93,05 |        |  |  |  |  |  |  |  |  |  |  |
| Votes blancs et nuls   | Votes blancs et nuls                                        | 396 765   | 6,95  |        |  |  |  |  |  |  |  |  |  |  |
| Total                  | Total                                                       | 5 711 829 | 100   | 250    |  |  |  |  |  |  |  |  |  |  |
| Abstentions            | Abstentions                                                 | 519 543   | 8,34  |        |  |  |  |  |  |  |  |  |  |  |
| Inscrits/Participation | Inscrits/Participation                                      | 6 231 372 | 91,66 |        |  |  |  |  |  |  |  |  |  |  |